# John Jarratt

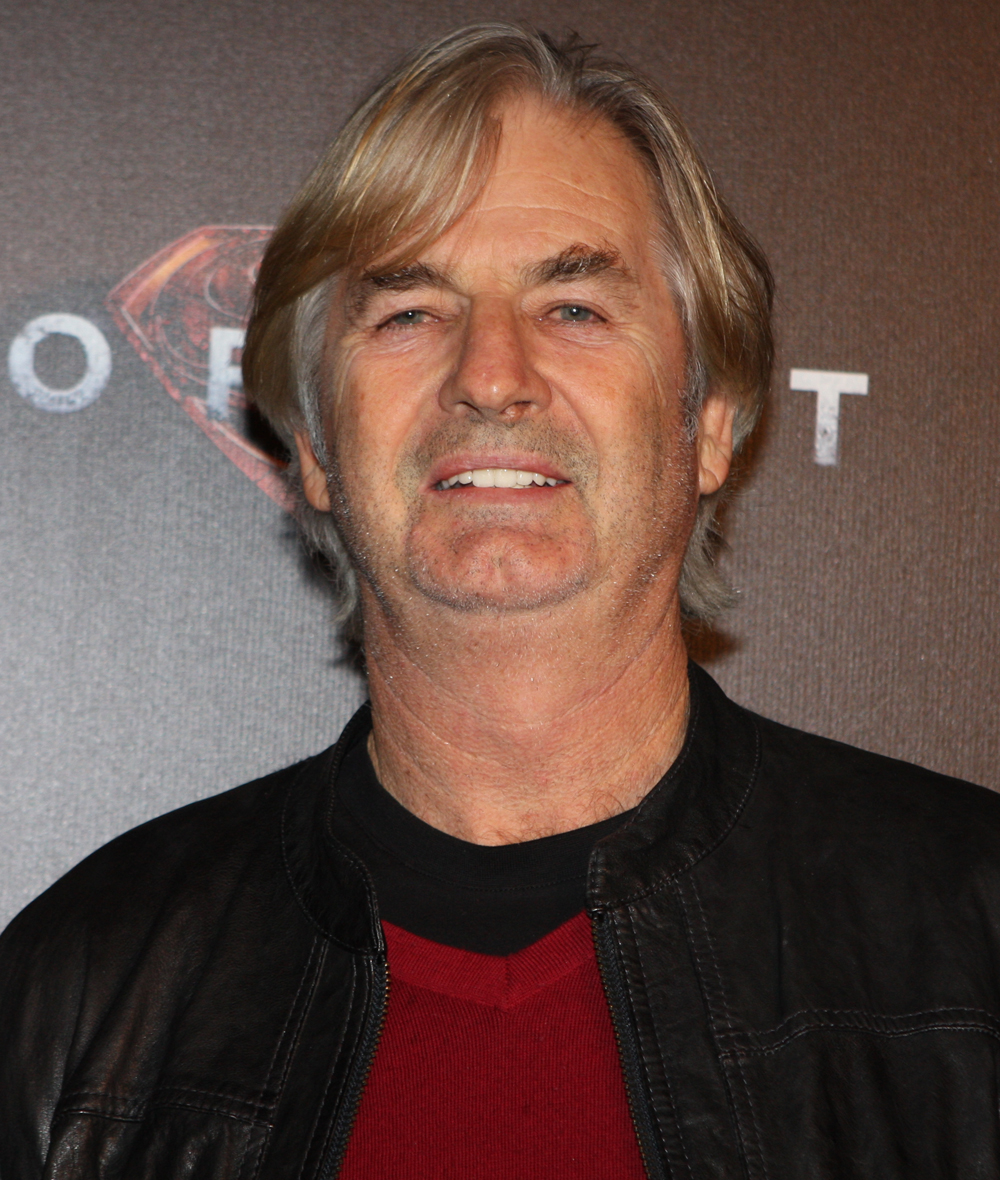
John Jarratt in Sydney (2013)

John Jarratt (* 5. August 1951 in Wollongong, New South Wales) ist ein australischer Schauspieler.

## Leben und Karriere
John Jarratt, der Sohn eines Kohlearbeiters, studierte Schauspiel an der National Institute of Dramatic Art. Nach seinem Abschluss im Jahr 1973 folgten schnell nennenswerte Filmrollen, insbesondere bei den Regisseuren der sogenannten Filmströmung Australian New Wave. So trat er als schlauer Diener einer Oberschichtsfamilie in Peter Weirs Mysterydrama Picknick am Valentinstag (1975) und als Kumpel von Mel Gibson in dem Thriller Summer City (1977) auf. Im Jahr 1979 war er als Verbrecher und australische Nationalikone Ned Kelly in der Fernseh-Miniserie The Last Outlaw zu sehen.
In den 1990er-Jahren moderierte er das Lifestyle-Magazin Better Homes and Gardens gemeinsam mit seiner damaligen Frau Noni Hazlehurst, einer bekannten australischen Fernsehmoderatorin. Nach seiner Scheidung von ihr verließ er auch die Sendung und betätigte sich fortan als Schauspieler und als Gemeinderat seiner Heimatstadt Wollongong.
Von 2001 bis 2006 spielt Jarratt eine durchgehende Nebenrolle als Vorarbeiter Terry Dodge in der erfolgreichen Fernsehserie McLeods Töchter. 2005 war er als fremdenfeindlicher Serienmörder Mick Taylor in dem Horrorfilm Wolf Creek zu sehen, diese Rolle wiederholte er auch in dem Sequel Wolf Creek 2 (2013) und der gleichnamigen Fernsehserie (2016–2017). 2012 war er in einer kurzen, aber markanten Rolle als australischer Mitarbeiter der „LeQuint Dickey Mining Company“ in Quentin Tarantinos Django Unchained zu sehen. 2014 gab Jarratt als Co-Regisseur neben Kaarin Fairfax mit dem Thriller StalkHer sein Regiedebüt.

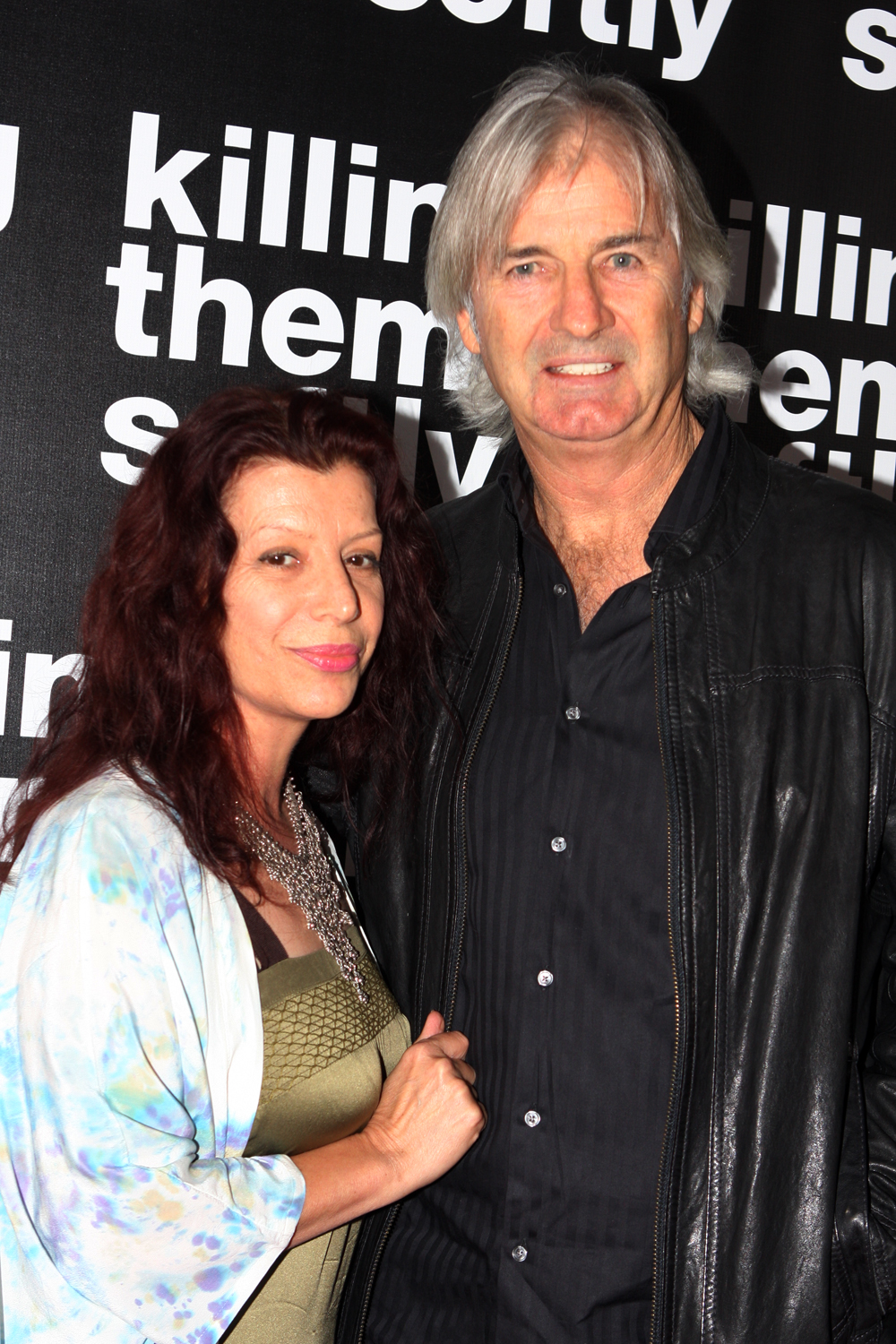
John Jarratt und Rosa Miano (2012)

2017 heiratete Jarratt wieder Rosa Miano, mit der er bereits in den 1970er- und 1980er-Jahren in erster Ehe verheiratet war. Seine zwischenzeitlichen Ehen mit Noni Hazlehurst und Cody Jarratt wurden geschieden. Er ist Vater von sechs Kindern.
Im August 2018 wurde Jarratt angeklagt, eine ehemalige Mitbewohnerin im Jahr 1976 vergewaltigt zu haben. Jarratt (der laut eigener Aussage im Alter von 13 Jahren selbst Opfer einer Vergewaltigung war) wurde im Juli 2019 freigesprochen.

## Filmografie (Auswahl)
- 1974: Holiday (Fernsehfilm)
- 1975: The Great MacArthy
- 1975: Picknick am Valentinstag (Picnic at Hanging Rock)
- 1977: The Young Doctors (Fernsehserie, 25 Folgen)
- 1977: Summer City
- 1978: Die Ballade von Jimmie Blacksmith (The Chant of Jimmie Blacksmith)
- 1978: Die Sturmfahrt der Blue Fin (Blue Fin)
- 1978: Vier Tage Angst (Little Boy Lost)
- 1979: Durch die Hölle Vietnams (The Odd Angry Shot)
- 1980: Ned Kelly – Rebell wider Willen (The Last Outlaw, Miniserie)
- 1982: Montclare – Haus der Schreie (Next of Kin)
- 1982: Land hinter dem Horizont (We of the Never Never)
- 1983–1991: Das Buschkrankenhaus (A Country Practice, Fernsehserie, 6 Folgen)
- 1984: Die Vereinbarung (The Settlement)
- 1985: Australien-Express (Five Mile Creek, Fernsehserie, Folge 3x04)
- 1985: Nacktes Land (The Naked Country)
- 1987: Unerfüllte Träume (Australian Dream)
- 1987: Crocodile – Killer From The Dark Age (Dark Age)
- 1988: Ein Vater mit Fehlern (Top Enders, Fernsehfilm)
- 1989–1992: Tanamera – Lion of Singapore (Fernsehserie, 7 Folgen)
- 1991: Inspektor Morse, Mordkommission Oxford (Inspector Morse, Fernsehserie, Folge 5x05)
- 1995: Alle Männer sind Lügner (All Men Are Liars)
- 1995: Police Rescue – Gefährlicher Einsatz (Police Rescue, Fernsehserie)
- 1996: Dead Heart – Tödliche Affäre (Dead Heart)
- 2000: Water Rats – Die Hafencops (Water Rats, Fernsehserie, Folge 5x21)
- 2001–2006: McLeods Töchter (McLeod’s Daughters, Fernsehserie, 94 Folgen)
- 2005: Wolf Creek
- 2007: Rogue – Im falschen Revier (Rogue)
- 2008: Australia
- 2010: Savages on Wolf Creek (Savages Crossing)
- 2010: Bad Behaviour – Bösen Menschen passieren böse Dinge (Bad Behaviour)
- 2010: Needle – Deinem Schicksal entkommst du nicht (Needle)
- 2012: Skin Collector (Shiver)
- 2012: Django Unchained
- 2013: Wolf Creek 2
- 2016–2017: Wolf Creek (Fernsehserie, 12 Folgen)
- 2017: Boar
- 2018: Just Between Us
- 2020: Mysterious Mermaids (Siren, Fernsehserie, Folge 3x08)
- 2021: The Possessed
- 2021: Christmas Down Under
- 2022–2025: Darby and Joan (Fernsehserie, 6 Folgen)